# Liga Premier de Bermudas 2018-19
La Liga Premier de Bermudas 2018-19 fue la edición número 56 de la Liga Premier de Bermudas.

## Formato
En el torneo participarán 10 equipos los cuales jugarán entre sí mediante un sistema de todos contra todos 2 veces totalizando 18 partidos; al término de las 18 jornadas el club con mayor puntaje se proclamará campeón y de cumplir los requisitos establecidos, podrá participar en la CONCACAF Caribbean Club Shield 2020, por otro lado los 2 últimos clasificados descenderán a la Primera División de Bermudas.

## Equipos participantes
| Pos.   | Equipo               | Parroquia      | Estadio                          | Aforo |
| ------ | -------------------- | -------------- | -------------------------------- | ----- |
| 1      | PHC Zebras           | Warwick        | PHC Field                        | 500   |
| 2      | Robin Hood F.C.      | Pembroke       | Goose Gosling Field              | 700   |
| 3      | Dandy Town Hornets   | Pembroke       | Saint John's Field               | 400   |
| 4      | Devonshire Cougars   | Devonshire     | Estadio nacional de las Bermudas | 8 500 |
| 5      | North Village Rams   | Hamilton       | Estadio nacional de las Bermudas | 8 500 |
| 6      | Somerset Trojans     | Sandys         | Somerset Cricket Club Field      | 1 500 |
| 7      | Boulevard Blazers    | Pembroke       | Police Field                     | 7 000 |
| 8      | X-Roads Warriors     | Pembroke Smith | Warrior Park                     | 400   |
| 1 (SD) | Bermuda AA Wanderers | Hamilton       | Goose Gosling Field              | 700   |
| 2 (SD) | Paget Lions          | Southampton    | Southampton Rangers Field        | 400   |

### Ascensos y descensos
| Pos. | Ascendidos de Primera División 2017-18 |
| ---- | -------------------------------------- |
| 1    | Bermuda AA Wanderers                   |
| 2    | Paget Lions                            |

| Pos. | Descendidos de Liga Premier 2017-18 |
| ---- | ----------------------------------- |
| 9    | Flanangan´s Onions                  |
| 10   | YMSC Bluebirds                      |

## Tabla de posiciones
Actualizado el 17 de abril de 2019.
| Pos. | Equipo                   | PJ | PG | PE | PP | GF | GC | DG  | Pts. | Clasificado a                                 |
| ---- | ------------------------ | -- | -- | -- | -- | -- | -- | --- | ---- | --------------------------------------------- |
| 1    | PHC Zebras (C)           | 18 | 14 | 1  | 3  | 43 | 14 | +29 | 43   | Campeón y CONCACAF Caribbean Club Shield 2020 |
| 2    | Robin Hood F.C.          | 18 | 11 | 6  | 1  | 55 | 22 | +33 | 39   |                                               |
| 3    | Dandy Town Hornets       | 18 | 11 | 2  | 5  | 48 | 34 | -14 | 35   |                                               |
| 4    | Devonshire Cougars       | 18 | 7  | 5  | 6  | 31 | 28 | +3  | 26   |                                               |
| 5    | X-Roads Warriors         | 18 | 7  | 4  | 7  | 47 | 37 | +10 | 25   |                                               |
| 6    | Bermuda AA Wanderers (D) | 18 | 7  | 2  | 9  | 39 | 55 | -16 | 23   | Primera División 2019-20                      |
| 7    | Boulevard Blazers        | 18 | 6  | 3  | 9  | 36 | 53 | -17 | 21   |                                               |
| 8    | North Village Rams       | 18 | 5  | 3  | 10 | 27 | 35 | -8  | 18   |                                               |
| 9    | Somerset Trojans         | 18 | 2  | 5  | 11 | 27 | 47 | -20 | 11   |                                               |
| 10   | Paget Lions (D)          | 18 | 2  | 5  | 11 | 22 | 50 | -28 | 11   | Primera División 2019-20                      |